# Хаджі Сеїт-Нафе
Хаджі Сеїт-Нафе (крим. Haci Seyit Nafe, Аджі-Сеіт-Нафе, Сеіт-Нафе) — мечеть у Старому місті Сімферополя, у Центральному районі, що розташована за адресою провулок Колодязний, 3.
Будівля мечеті була побудована в 1880-і роки. Пам'ятка архітектури.

## Архітектура
Двоповерхова будівля мечеті і мінарет (пізніше був знесений) були побудовані з каменю. Будівля прямокутна за формою, витягнута з півночі на південь (у напрямку до кібли). Розміри приміщення — 12,69 x 8,43 метра, товщина стін — 0,8 метра, висота стелі — 4,83 метра. Підлога і стеля виконані з дерева. У будівлі є вісім вікон.

## Історія

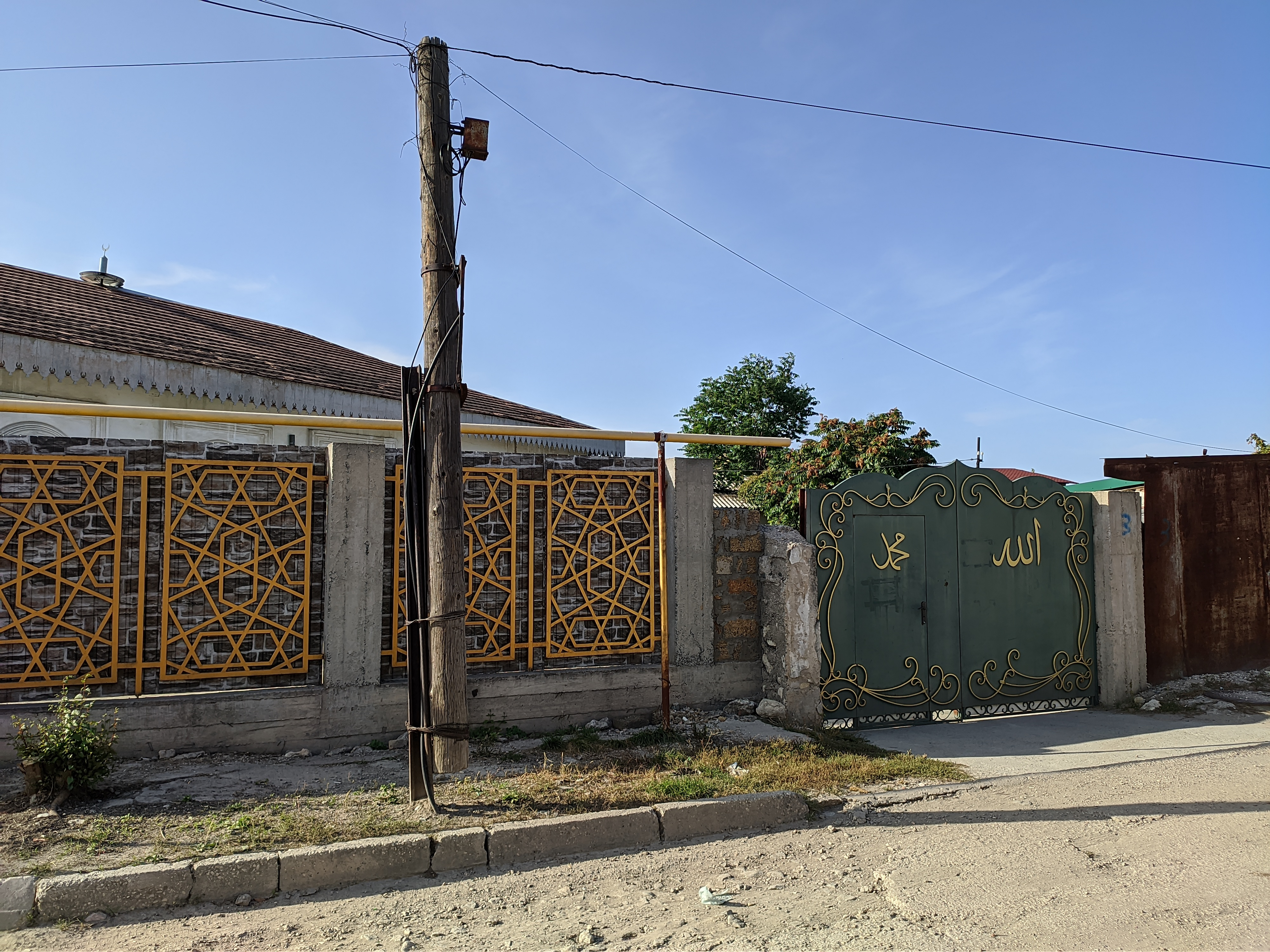
Мечеть у 2020 році

Мечеть побудована в період 1883—1884 років. Будинок побудований на кошти Хаджі Сеїт-Нафе, сина Мехмед Еміна ефенді.
Після захоплення владою більшовиками, група парафіян («церковна двадцятка») в 1922 році звернулася до церковного підвідділу при адміністративному відділі НКВС Кримської РСР із проханням передати їм мечеть в оренду. У цей період, згідно з обліковою карткою нерухомого майна, в мечеті було п'ять килимів, дві повсті, шість свічників і кришталева електрична люстра. Муллою мечеті тоді був Німетулла Бекір-ефенді, а головою громади при мечеті — Веліулле Еміре Сале.
До 1929 року мечеть рахувалася як «ліквідована», проте вже в 1934 році була «функціонуючою». У 1936 році мечеть була остаточно закрита і використовувалася надалі для господарських потреб.
У 1990-х роках на тлі повернення з місць депортації кримських татар мечеть була повернута мусульманській громаді. У 1998—1999 року в мечеті був проведений ремонт.
Постановою Ради Міністрів Автономної Республіки Криму № 261 від 14 грудня 1992 року мечеть була визнана пам'яткою архітектури і містобудування.
Станом на 2010 рік імамом мечеті був Хаджі Мустафа ефенді.
До 2013 року при мечеті існувала мусульманська громада Сеіт-Нафе, віряни якої були прихильниками Хізб ут-Тахрір аль-Ісламі і не підпорядковувалися Духовному управлінню мусульман Криму.
Згідно з підготовленою у 2016 році окупаційним «Департаментом архітектури і будівництва Республіки Крим» програми «Відтворення столичного вигляду і благоустрою міста Сімферополь», мечеть Хаджі Сеїт-Нафе була включена до переліку об'єктів для ремонту і реставрації.